# Шамсур Рахман
Шамсур Рахман (бенг. শামসুর রাহমান; 23 жовтня 1929 — 17 серпня 2006) — поет, публіцист та журналіст з Бангладеш. Як письменник, Рахман випустив понад шістдесят поетичних збірок і вважається ключовою фігурою в бенгальській літературі другої половини 20 століття. Його вважали неофіційним лауреатом поезії Бангладеш. Основними темами його поезії та творів є ліберальний гуманізм, людські стосунки, романтизований бунт молоді, поява та наслідки подій у Бангладеш та протидія релігійному фундаменталізму.

## Освіта
Шамсур Рахман народився в будинку свого діда на Махут-Тулі № 46 у місті Дакка. Його батьківський дім розташований на березі річки Меґхна, у селі, що носить назву Пахартолі, недалеко від Райпура-тани району Наршінгді. Він був четвертим із тринадцяти дітей. Навчався у середній школі Погоша, яку закінчив у 1945 році. Пізніше він вступив до коледжу Дакки . Шамсур Рахман почав писати вірші у вісімнадцять років, відразу після закінчення коледжу. Три роки він вивчав англійську літературу в Даккському університеті, але не склав іспити. Після трирічної перерви він був прийнятий на бакалаврський курс і отримав ступінь бакалавра в 1953 році. Пізніше також отримав ступінь магістра мистецтв, де посів друге місце у другому дивізіоні.
У вільний час він читав «Golpo Guccho» Рабіндраната Тагора. Він розповідав, що ця книга перенесла його у надзвичайний світ і перетворила на зовсім іншу особистість. У 1949 році його вірш «Unissho Unoponchash» був опублікований у виданні «Sonar Bangla», яке тоді редагував Налінікішор Гухо.
Він мав тривалу кар'єру журналіста і працював редактором національних щоденних газет «Dainik Bangla» та «Weekly Bichitra» у 1980-х. За своєю природою сором'язливий, він став щирим ліберальним інтелектуалом у 1990-х роках, виступав проти релігійного фундаменталізму та реакційного націоналізму в Бангладеш. Як наслідок, — став частою мішенню політичних консерваторів, а також ісламістів країни. Це завершилося замахом на його життя бойовика Харкат-уль-Джихад-аль-Ісламі в січні 1999 року. Він пережив замах.

## Поезія
Перша поетична книга Шамсура Рахмана «Prothom Gaan Dwityo Mrittyur Agey» («Перша пісня перед другою смертю») вийшла друком у 1960 році. Йому довелося пережити політичну турбулентність 1960-х та 1970-х, що також чітко відобразилось у його віршах. Він написав свою знамениту поему «Сорочка Асадера», яка була написана про повстання 1969 року в Бангладеш під проводом Моулани Бхасані . Під час Війни за незалежність у Бангладеш він написав низку віршів за мотивами війни. Ці вірші були настільки натхненними, що їх читали в таборах борців за свободу. Пізніше ці вірші були опубліковані в збірці «Bondi Shibir Theke» ("Від ув'язнення на ворожій території ") у 1972 році. Пізніше він продовжував писати вірші в незалежному Бангладеш і залишався поетом, вірші якого відображають історію нації. Під час історичного руху проти Ершада він опублікував свою книгу «Buk Tar Bangladesher Hridoy».

### Поетична дикція
Більшість своїх віршів Шамсур Рахман писав вільними віршами, часто в ритмічному стилі, відомим як «Poyaar» або «Okhshorbritto». У народі відомо, що він наслідував у цьому поета Джибанананду Даса. Він також писав вірші двома іншими основними зразками бенгальського ритмічного стилю, а саме «Matrabritto» та «Shwarobritto».

## Кар'єра в журналістиці

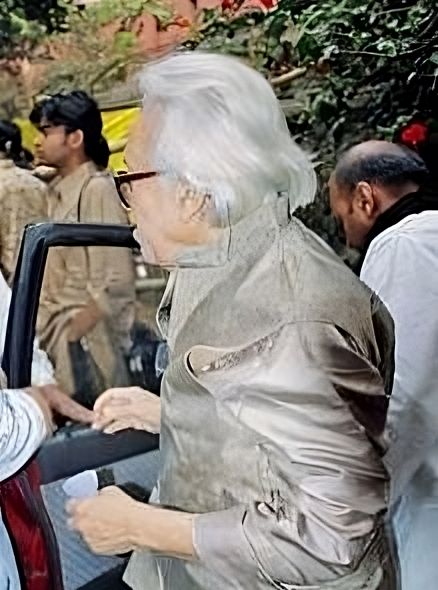
Шамсур Рахман (праворуч) на бенгальському фестивалі весни

Шамсур Рахман розпочав свою професійну кар'єру співредактором англійської щоденної газети «Morning News» у 1957 році. Пізніше він залишив цю роботу і перейшов до Даккського представництва Радіо Пакистан. Але незабаром (1960) повернувся на свою посаду в «Morning News» і працював там до 1964 року. Після звільнення Бангладеш він писав колонки в щоденній газеті «Dainik Bangla» . У 1977 році став редактором цієї газети. Він також працював редактором тижневика «Bichitra», який видавався з 1973 року. У період президента Ершада він втягнувся у внутрішню турбулентність в «Dainik Bangla», де було навіть створено посаду головного редактора, щоб позбавити його всіх виконавчих повноважень. У 1987 році він залишив видання на знак протесту проти цієї несправедливості. Він також працював редактором щомісячного літературного журналу «Adhuna» протягом двох років з 1986 р. та головним редактором тижневика «Muldhara» у 1989 р. У 1956 р. Він працював одним із редакторів нерегулярного журналу поезії «Kobikantha».

## Спроба вбивства
18 січня 1998 року Харкат-уль-Джихад-аль-Ісламі в Бангладеш намагався вбити Шамсура Рахмана в його резиденції Шямолі в місті Дакка. Зловмисники намагалися обезголовити його сокирою, його дружина отримала серйозні травми. Нападниками керував студент Даккського коледжу Хасан. Він пережив спробу вбивства. Звинувачення були висунуті проти семи осіб 8 липня 1999 року, але 12 лютого 2004 року обвинувачених було виправдано Головним столичним мировим судом Дакки через відсутність свідчень. Поліція Бангладеш розглядала питання про відновлення справи у 2016 році.

## Смерть
Його здоров'я зіпсувалося наприкінці 1990-х, і він двічі прежив операцію на серці. Він помер 17 серпня 2006 року від серцево-ниркової недостатності після 12 днів перебування в комі. Йому було 76.

## Данина
23 жовтня 2018 року Рахмана посмертно вшанували Google Doodle у його 89-й день народження.

## Нагороди
- Премія Адамджі (1962)
- Літературна премія Академії Бангла (1969)
- Екушей Падак (1977)
- Премія Свадхіната Дібоша (1991)
- Японська премія Мітшубісі (1992)
- Ананда Пурошкер з Індії (1994).
- Південноазіатська літературна премія TLM для магістрів, 2006.[15]

## Зразок роботи
Можливо, його найвідоміший вірш написаний у 1971 році під час визвольної війни в Бангладеш.
স্বাধীনতা তুমি

স্বাধীনতা তুমি রবি ঠাকুরের অজর কবিতা, অবিনাশী গান

স্বাধীনতা তুমি কাজী নজরুল, ঝাঁকড়া চুলের বাবরি দোলানো মহান পুরুষ

সৃষ্টি সুখের উল্লাশে কাঁপা

Shadhinota Tumi

Shadhinota tumi Robi Ţhakurer ôjor kobita, obinashi gan

Shadhinota tumi Kazi Nozrul, jhakŗa chuler babri dolano môhan purush

srishţi-shukher ullashe kãpa ...

Freedom, You

Freedom, you are the immortal poems and songs of Rabindranath

Freedom, you are Kazi Nazrul, the great man with waving unkempt hair,

raptured in your joy of creation ...

Oh Freedom

Freedom, you’re

The classic verses of Tagore, timeless lyrics.

Freedom, you’re

Kazi Nazrul a great man with thick mane...

О, Свободо!

Свободо, ти -

Класичні вірші Тагора, вічна лірика.

Свободо, ти -

Казі Назрул - велика людина з густим волоссям...